# Blechnum binervatum
Blechnum binervatum là một loài thực vật có mạch trong họ Blechnaceae. Loài này được (Poir.) C.V. Morton & Lellinger mô tả khoa học đầu tiên năm 1967.